# Semiothisa flavida
Semiothisa flavida är en fjärilsart som beskrevs av W. Warren 1905. Semiothisa flavida ingår i släktet Semiothisa och familjen mätare. Inga underarter finns listade i Catalogue of Life.